# Akutna mijeloična leukemija minimalno diferencirana
Akutna mijeloična leukemija minimalno diferencirana (AML-M0 po FAB klasifikaciji) je podtip akutne mijeloične leukemije (AML), zloćudne novotvorine krvotvornih organa koja nastaje zbog abnormalnog klonalnog rasta i nepotpunog sazrijevanja stanica mijeloidne loze. Ovaj podtip čini oko 5% slučajeva AML u odraslih.
Osobitost ovog potipa AML je to što se nezrele stanice, mijeloblasti, mogu identificirati samo imunološkim metodama, te nemaju morfološka obilježja mijeloidne loze, a citokemijski testovi karakteristični za stanice mijeloidne loze su negativni. 
Bolest se liječi kemoterapijom.